# Le Comte Lucanor
 (juillet 2024).
Si vous disposez d'ouvrages ou d'articles de référence ou si vous connaissez des sites web de qualité traitant du thème abordé ici, merci de compléter l'article en donnant les références utiles à sa vérifiabilité et en les liant à la section « Notes et références ».

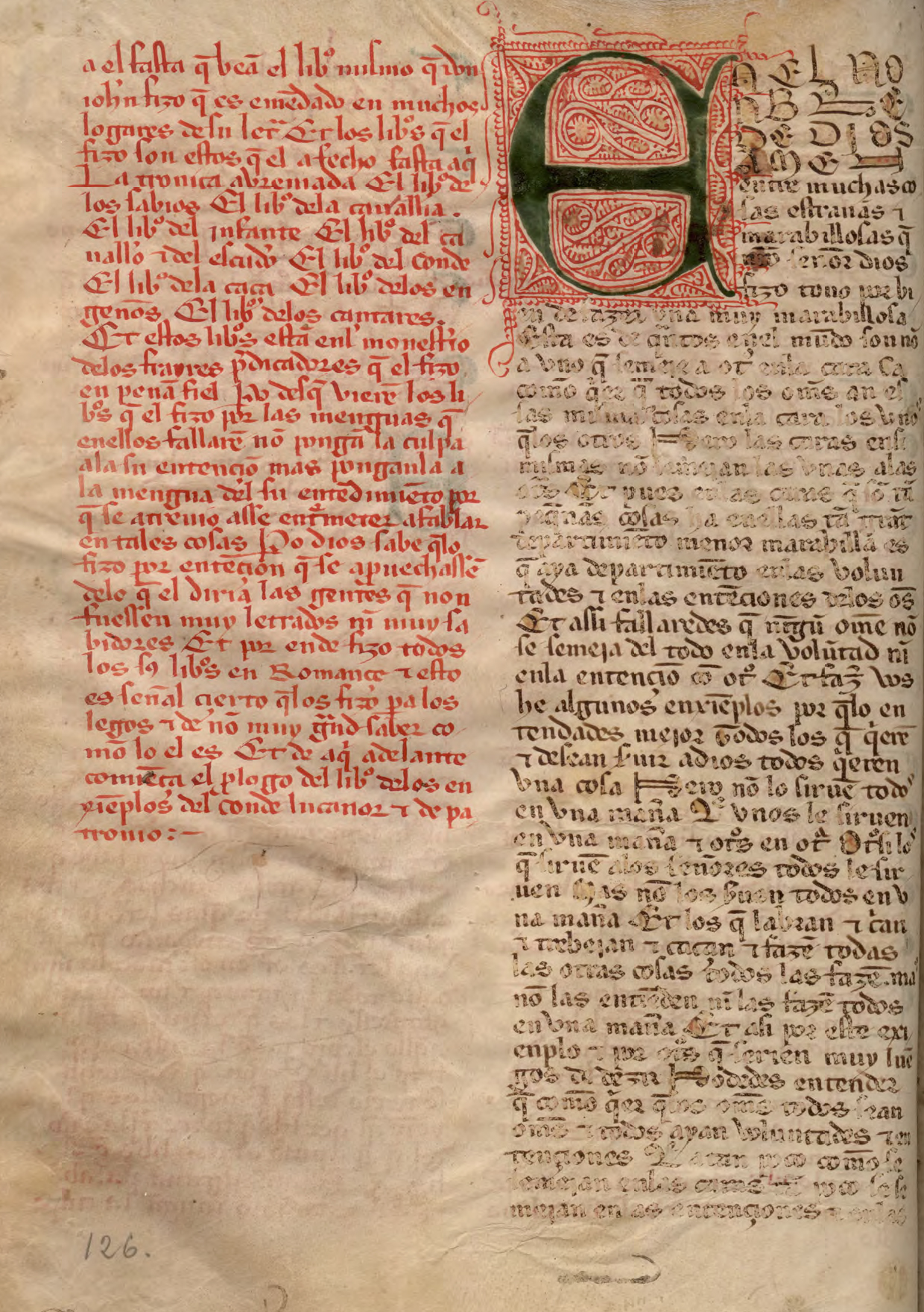
Incipit de l'œuvre « Le Comte Lucanor » écrite par Don Juan Manuel (1282-1348), fils de l'infant Don Manuel de Castille et petit-fils du roi Ferdinand III le Saint.

Le Comte Lucanor (El conde Lucanor en espagnol ; titre original en vieux castillan : Libro de los enxiemplos del Conde Lucanor et de Patronio) est un livre écrit entre 1330 et 1335 par l'infant de Castille Don Juan Manuel, essentiellement composé d'exempla et de contes moralisants. Il est considéré comme le sommet du récit en prose de la littérature espagnole du XIVe siècle.
Le livre est constitué de cinq parties. Parmi les références utilisées dans les contes figurent des écrivains grecs antiques, en particulier Ésope, et des contes traditionnels arabes. Le conte XI (Historia del Deán de Santiago y el mago de Toledo) présente des ressemblances avec certains contes traditionnels japonais et le conte VII (Cuento de la lechera)  trouve selon Max Müller ses origines dans l'antique recueil sanscrit Pañchatantra.
L'œuvre est marquée par sa visée didactique et moralisatrice. Lucanor entame une conversation avec son conseiller Patrocinio en lui présentant un problème, une situation, un doute etc., et demande conseil pour résoudre le dilemme. On lui répond toujours avec une grande humilité, en assurant qu'une personne aussi illustre que le comte n'a pas besoin de conseil, mais en lui racontant une histoire dont il pourra tirer un enseignement pour résoudre son problème.

## Éditions
- El Códice de Puñorostro: el Conde Lucanor y otros textos medievales, Madrid, Real Academia Española, 1992,  (ISBN 978-84-88292-05-6)
- Fernando Gómez Redondo, Libro del conde Lucanor, Madrid, Castalia, 1987.
- María Jesús Lacarra, El Conde Lucanor, Madrid, Espasa Calpe, 1999 (Austral, 21).
- Guillermo Serés, Germán Orduña, El conde Lucanor, Barcelone, Crítica, 1994 (Biblioteca Clásica, 6).